# 알린 앤 맥레리

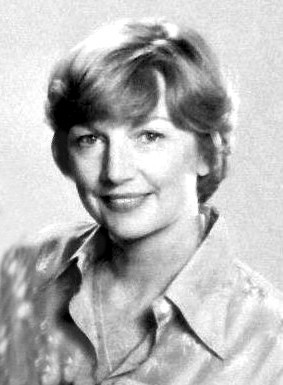

앨린 앤 매클리리(Allyn Ann McLerie, 1926년 12월 1일 ~ 2018년 5월 21일)는 미국의 배우, 가수, 무용가이다.

## 출연 작품
- 톰 소여와 허클베리 핀 (1982년)
- 모두가 대통령의 사람들 (1976년)
- 신데렐라 리버티 (1973년)
- 추억 (1973년)
- 황야의 7인 3 (1972년)
- 제레미아 존슨 (1972년) - 크레이지 우먼 역
- 몬티 월쉬 (1970년)
- 리버스 (1969년)
- 애욕과 전장 (1955년)
- 팬텀 오브 더 루 모그 (1954년)
- 사막의 노래 (1953년)
- 캘러미티 제인 (1953년)
- 웨어스 찰리? (1952년)

### 텔레비전
- 월튼네 사람들 (1972년)
- 닥터 게논 (1969년)
- FBI (1965년)
- 내 이름은 펑키 (1984년)
- 가시나무 새 (1983년)
- 사랑의 유람선 (1977년)